# Ola Bosson Olsson

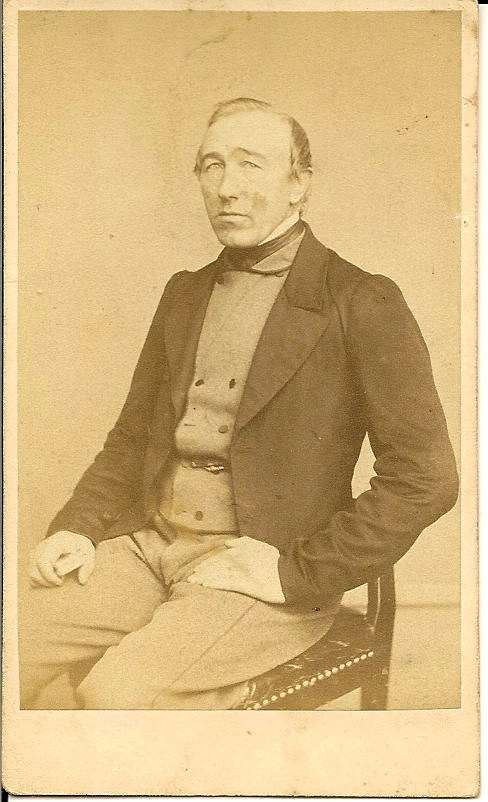
Ola Bosson Olsson i Maglehult fotograferad av R Piper.

Ola Bosson Olsson (i riksdagen kallad Olsson i Maglehult), född 15 december 1824 i Sandby församling, Kristianstads län, död 22 maj 1907 i Nävlinge församling, Kristianstads län, var en svensk hemmansägare och riksdagsman.
Olsson, som kom från en bondesläkt, var förvaltare på Åraslöv i Vinslöv 1848–1856, då han köpte ett eget lantbruk i Maglehult i Nävlinge socken. Han hade ledande lokala uppdrag, bland annat som kommunalstämmans och kommunalnämndens ordförande, och var med kortare uppehåll ledamot i Kristianstads läns landsting 1863–1903. I hemorten främjade han nitiskt länets folkhögskolas tillkomst och utveckling och donerade till densamma sitt välförsedda bibliotek.
Han företrädde bondeståndet i Västra Göinge härad vid den sista ståndsriksdagen 1865/66, och var därefter riksdagsledamot i andra kammaren för Västra Göinge domsagas valkrets från 1867 till nyvalet 1887 samt 1891–1895. Vid 1867 års riksdag var han partilös och tillhörde därefter Nyliberala partiet 1868, men övergick därefter till Lantmannapartiet vars förtroenderåd han också tillhörde 1871–1887. Under riksdagarna 1891–1894, som inföll under lantmannapartiets splittringsperiod, tillhörde han Gamla lantmannapartiet.
Ola Bosson Olsson räknades till lantmannapartiets frisinnade och frihandelsvänliga flygel samt gjorde sig särskilt känd som stark sparsamhetsivrare. Han var 1869 ledamot av lagutskottet, 1870 av bankoutskottet, 1871–1887 av statsutskottet, 1891–1893 av bevillningsutskottet och 1894–1895 av konstitutionsutskottet samt tillhörde 1885–1887 även talmanskonferensen. Han tillhörde 1880–1882 den Posseska regeringens sjöförsvarskommitté och var 1872–1873 statsrevisor.